# Die göttliche Ordnung
Die göttliche Ordnung é um filme de drama suíço de 2017 dirigido e escrito por Petra Biondina Volpe. Foi selecionado como representante de seu país ao Oscar de melhor filme estrangeiro em 2018.

## Elenco
- Marie Leuenberger - Nora Ruckstuhl
- Maximilian Simonischek - Hans Ruckstuhl
- Rachel Braunschweig - Theresa
- Sibylle Brunner - Vroni
- Marta Zoffoli - Graziella
- Bettina Stucky - Magda